# Kusinen från Batavia
Kusinen från Batavia (tyska: Der Vetter aus Dingsda) är en wieneroperett i tre akter med musik av  Eduard Künneke och libretto av Herman Haller och Fritz Oliven efter en komedi av Max Kempner-Hochstädt. Den tillhör tidsepoken Operettens silverålder.

## Historia
Operetten hade premiär den 15 april 1921 på Theater am Nollendorfplatz i Berliner stadsdelen Schöneberg. Den innebar Künnekes stora genombrott. En melodi blev särskilt populär och har kommit att framstå som kompositörens mest kända: Ich bin nur ein armer Wandergesell (God natt, lilla vännen, god natt). Verket har sångspelets form utan körer och baletter och med endast nio roller. Musiken har delvis en folklig ton helt vid sidan om de operetter som vid den här tiden skrevs i Berlin och Wien.
En engelsk version (The Cousin from Nowhere) bearbetade av Fred Thomson och med nyskrivna texter av Adrian Ross, Robert C. Tharp och Douglas Furber. Med beteckningen "musical comedy" framfördes den 1922 i London. Ytterligare en engelsk bearbetning (Caroline) framfördes på Broadway 1923 men med handlingen förlagd till Amerikanska inbördeskrigets Virginia.
Liksom i Leo Falls operett Die geschiedene Frau tilldrar sig handlingen i Nederländerna och handlar om en främling som misstar en herrgård för ett värdshus.
Den har filmatiserats två gånger i Tyskland: 1934 och 1953.

### Svenska uppsättningar
Till Sverige kom Kusinen från Batavia 1922 med premiär på Oscarsteatern i Stockholm 1 september.

## Personer
- Julia de Weert (Sopran)
- August Kuhbrot, den förste främlingen (Tenor)
- Hannchen, Julias väninna (Subrett)
- Roderich de Weert, den andre främlingen (Tenorbuffo)
- Josef Kuhbrot, Julias farbror (Bassbuffo)
- Wilhelmine Kuhbrot, hans fru (Mezzosopran)
- Egon von Wildenhagen (Tenorbuffo)
- Tjänaren Hans (Baryton)
- Tjänaren Karl (Bas)

## Musikaliska höjdpunkter
- Onkel und Tante, ja, das sind Verwandte, die man am liebsten nur von hinten sieht.
- Strahlender Mond, der am Himmelszelt thront.
- O werter, verehrter, von Liebe Betörter.
- Hallo, hallo, hier rief’s doch irgendwo – Ich hab’ mich verlaufen – Sag’ an, wer bist du? – Ich bin nur ein armer Wandergesell.
- Ganz unverhofft kommt oft das Glück – Wenn du glaubst, dass ich weiß, wer das ist – Der Roderich, der Roderich.
- Weißt du noch, wie wir als Kinder gespielt? – Kindchen, du musst nicht so schrecklich viel denken! Küss mich, und alles wird gut.
- Ich hab an sie nur stets gedacht.
- Sieben Jahre lebt’ ich in Batavia.
- Nicht wahr, hier ist’s wie im Zauberreich? – Und im Märchen, da wurden die beiden ein Paar – Ich bin nur ein armer Wandergesell.
- Ach, Heil’ger Nikolaus.
- Ganz unverhofft kommt oft das Glück – Im Namen des Gesetzes! – Er ist’s, er ist’s, der Augustin!.